# Schmidtiana ilocana
Schmidtiana ilocana là một loài bọ cánh cứng trong họ Cerambycidae.